# Hrabstwo Yancey

Piramida wieku hrabstwa

Hrabstwo Yancey – hrabstwo w USA, w stanie Karolina Północna, według spisu z 2000 roku liczba ludności wynosiła 17 774. Siedzibą hrabstwa jest Burnsville.

## Geografia
Według spisu hrabstwo zajmuje powierzchnię 811 km², z czego 809 km² stanowią lądy, a 2 km² stanowią wody.

### Sąsiednie hrabstwa
- Hrabstwo Mitchell
- Hrabstwo McDowell
- Hrabstwo Buncombe
- Hrabstwo Madison
- Hrabstwo Unicoi (Tennessee)